# Biston stratarius
Biston stratarius là một loài bướm đêm trong họ Geometridae.